# Nancy Green
Nancy Green (condado de Montgomery, Kentucky; 4 de marzo de 1834-Chicago, Illinois; 30 de agosto de 1923) fue una exesclava, niñera, cocinera, activista estadounidense y la primera modelo afroamericana. Fue contratada para promover la marca comercial corporativa "Aunt Jemima". Aunque la receta no era suya, se convirtió en la primera marca comercial viva del mundo publicitario. Un coche que perdió el control la mató cuando estaba parada en una acera en Chicago.

## Biografía
Nancy Hayes (o Hughes) nació esclava el 4 de marzo de 1834. La historia oral de la Sociedad Histórica del Condado de Montgomery sitúa su nacimiento en una granja en Somerset Creek, a seis millas de  Mount Sterling en el (Condado de Montgomery (Kentucky)). Tuvo al menos dos y hasta cuatro hijos (uno de los cuales nació en 1862) con George Green. Los agricultores locales de esa zona llamada Green cultivaban tabaco, heno, ganado y cerdos. No había certificados de nacimiento ni licencias de matrimonio para esclavos. Green ha sido descrita de diversas formas como sirvienta, enfermera, niñera, ama de llaves y cocinera de Charles Morehead Walker y su esposa Amanda.
También sirvió a la siguiente generación de la familia, nuevamente como niñera y cocinera. Los dos hijos de Walker más tarde se hicieron conocidos como el juez de circuito de Chicago Charles M. Walker, Jr. y el doctor Samuel J. Walker.
Al final de la guerra de Secesión, Green ya había perdido a su esposo e hijos. Vivía en una choza con estructura de madera (aún en pie en 2014) detrás de una gran casa en Main Street en Covington, Kentucky. Se mudó con la familia Walker a Chicago a principios de la década de 1870, antes del nacimiento del hijo menor de Samuel. La familia Walker se instaló inicialmente en un elegante distrito residencial cerca de Ashland Avenue y Washington Boulevard llamado "Kentucky Colony", entonces hogar de muchos residentes de Kentucky trasplantados.
Por recomendación del juez Walker, fue contratada por RT Davis Milling Company en Saint Joseph, Misuri, para representar a la "Tía Jemima" un personaje publicitario que representaba el arquetipo sureño de la sirvienta mammy.
A la edad de cincuenta y nueve años, Green hizo su debut como tía Jemima en la Exposición Mundial Colombina de 1893 celebrada en Chicago bajo la apariencia de una esclava de plantación, junto al "barril de harina más grande del mundo" (7,30 m de alto), donde operaba una exhibición en la que ella cocinaba panqueques, cantaba canciones y contaba historias románticas sobre el Viejo Sur (un lugar feliz para negros y blancos por igual).
Después de la Exposición, se informó que a Green se le ofreció un contrato de por vida para adoptar el apodo de tía Jemima y promover la harina para tortitas; sin embargo, es probable que la oferta fuera parte de la tradición creada para el personaje y no de la propia Green.
Esto marcó el comienzo de un importante impulso promocional por parte de la compañía que incluyó miles de apariciones personales y venta de artículos con la imagen del personaje. Apareció en ferias, festivales, mercadillos, espectáculos gastronómicos y tiendas de comestibles locales. Su llegada era anunciada por grandes vallas publicitarias con la leyenda "Estoy en la ciudad, cariño".
A pesar de su "contrato vitalicio", interpretó el papel durante no más de veinte años. Se negó a cruzar el océano para la Exposición Universal de París de 1900. Fue reemplazada por Agnes Moodey, "una negra de 60 años", que luego fue reportada como la tía Jemima original.
En 1910, a los setenta y seis años, Green todavía trabajaba como ama de llaves residencial según el censo. Pocas personas conocían su papel de tía Jemima. Green vivió con sobrinas y sobrinos en Fuller Park y Grand Boulevard hasta su vejez. En el momento de su muerte, vivía con un sobrino nieto y su esposa.

## Religión y defensa
Green estuvo activa en la Olivet Baptist Church. Durante su vida, esta creció significativamente, convirtiéndose en la iglesia afroamericana más grande de los Estados Unidos, con una membresía en ese momento de más de nueve mil feligreses.
Ella usó su celebridad como portavoz para abogar contra la pobreza y a favor de la igualdad de derechos para las personas en Chicago.

## Muerte
Green murió el 30 de agosto de 1923 en Chicago, cuando un automóvil chocó con un camión de lavandería y "se precipitó" a la acera donde ella estaba parada. Está enterrada en la tumba para un pobre cerca de una pared en el cuadrante noreste del Cementerio de Oak Woods de Chicago. Su tumba permaneció sin marcar y desconocida hasta 2015.
Sherry Williams, fundadora de la Sociedad Histórica Bronzeville, Chicago, pasó quince años buscando hasta que descubrió el lugar de descanso de Green. Williams recibió entonces la aprobación para colocar una lápida. Williams se acercó a Quaker Oats para saber si apoyarían un monumento para la tumba de Green. "Su respuesta corporativa fue que Nancy Green y la tía Jemima no son lo mismo, que la tía Jemima es un personaje ficticio". La lápida se colocó el 5 de septiembre de 2020.

## Demanda
En 2014, se presentó una demanda contra Quaker Oats, PepsiCo y otros, alegando que Green y Anna Short Harrington (que interpretó a la tía Jemima a partir de 1935) fueron explotadas por la empresa y estafaron la compensación monetaria que les habían prometido. Los demandantes eran dos de los bisnietos de Harrington y buscaron un acuerdo de miles de millones de dólares para los descendientes de Green y Harrington. La demanda fue desestimada con perjuicio y sin autorización para modificar el 18 de febrero de 2015.